# 13-as metró (Peking)
A pekingi 13-as metró (egyszerűsített kínai: 北京地铁13号线; pinjin: běijīng dìtiě shísānhào xiàn) Peking harmadik legöregebb metróvonala. 2002. szeptember 22-én indult meg rajta a közlekedés. A 13-as vonal színe      sárga.

## Üzemidő
| 13-as vonal indulásai | Első  | Utolsó |
| --------------------- | ----- | ------ |
| Dongzhimen felé       | 05:24 | 23:31  |
| Xizhimen felé         | 05:22 | 23:32  |

## Állomáslista
| 13 (Xizhimen – Dongzhimen) |                     |                                                    |  |  |  |  |  |
| Állomás (angol név)        | Állomás (kínai név) | Átszállás                                          |  |  |  |  |  |
|                            |                     |                                                    |  |  |  |  |  |
| Xizhimen                   | 西直门              | 2-es vonal 4-es vonal                              |  |  |  |  |  |
| Dazhongsi                  | 大钟寺              | 9-es vonal (2015 után) Changping vonal (2015 után) |  |  |  |  |  |
| Zhichunlu                  | 知春路              | 10-es vonal                                        |  |  |  |  |  |
| Wudaokou                   | 五道口              |                                                    |  |  |  |  |  |
| Shangdi                    | 上地                |                                                    |  |  |  |  |  |
| Xierqi                     | 西二旗              | Changping vonal                                    |  |  |  |  |  |
| Longze                     | 龙泽                |                                                    |  |  |  |  |  |
| Huilongguan                | 回龙观              |                                                    |  |  |  |  |  |
| Huoying                    | 霍营                | 8-as vonal                                         |  |  |  |  |  |
| Lishuiqiao                 | 立水桥              | 5-ös vonal                                         |  |  |  |  |  |
| Beiyuan                    | 北苑                |                                                    |  |  |  |  |  |
| Wangjing West              | 望京西              | 15-ös vonal 17-es vonal (2019-től)                 |  |  |  |  |  |
| Shaoyaoju                  | 芍药居              | 10-es vonal                                        |  |  |  |  |  |
| Guangximen                 | 光熙门              | 12-es vonal (2020-tól)                             |  |  |  |  |  |
| Liufang                    | 柳芳                |                                                    |  |  |  |  |  |
| Dongzhimen                 | 东直门              | 2-es vonal Airport Express                         |  |  |  |  |  |
|                            |                     |                                                    |  |  |  |  |  |

## Fordítás
- Ez a szócikk részben vagy egészben  a   Line 13, Beijing Subway című angol Wikipédia-szócikk fordításán alapul.  Az eredeti cikk szerkesztőit annak laptörténete sorolja fel. Ez a jelzés csupán a megfogalmazás eredetét és a szerzői jogokat jelzi, nem szolgál a cikkben szereplő információk forrásmegjelöléseként.
- Ez a szócikk részben vagy egészben  a(z)   北京地铁13号线 című kínai Wikipédia-szócikk fordításán alapul.  Az eredeti cikk szerkesztőit annak laptörténete sorolja fel. Ez a jelzés csupán a megfogalmazás eredetét és a szerzői jogokat jelzi, nem szolgál a cikkben szereplő információk forrásmegjelöléseként.

## Külső hivatkozások
- Beijing MTR Corp. Ltd